# یان تریسکا
یان تریسکا (چکی: Jan Tříska; ۴ نوامبر ۱۹۳۶ – ۲۵ سپتامبر ۲۰۱۷ (۸۰ سال)) یک هنرپیشه اهل چکسلواکی بود. وی بین سال‌های ۱۹۵۷ تا ۲۰۱۷ میلادی فعالیت می‌کرد.
از فیلم‌ها یا برنامه‌های تلویزیونی که وی در آن نقش داشته‌است می‌توان به ۲۰۱۰، شاگرد توانا، سرخ‌ها، شجاعت غیرمعمول، مردم علیه لری فلینت، رونین، بچه کاراته‌کار، قسمت سوم، بلوز مخفی و رگتایم اشاره کرد.